# Liv Lindeland
Liv Lindeland (nascuda el 7 de desembre de 1945, Noruega) és una model, actriu, i agent de talents noruega. Va ser triada per la revista Playboy com Playmate del Mes per a gener de 1971 i com Playmate de l'Any per a 1972. Va ser fotografiada per Alexas Urba. Lindeland és la nora de l'actriu-ballarina Cyd Charisse.

## Carrera
Quan Lindeland va ser seleccionada per a ser Playmate, es va convertir en la primera Playmate del Mes a mostrar clarament el pèl púbic visible. El seu pèl era ros. Lindeland va seguir amb la interpretació després de la seva aparició en Playboy (sovint acreditada com Liv Von Confrontin), i llavors va començar una carrera com a agent de talents. Va posar nua per a Playboy de nou al desembre de 1979, en el pictorial Playmates per sempre!.

## Filmografia
- Evel Knievel (1971)
- Save the Tiger (1973)
- Dirty O'Neil (1974)
- The Photographer (1975)
- Win, Place or Steal (1975)
- Picasso Trigger (1988)
- Guns (1990)